# ادل (اورگون)
ادل، اورگون (به انگلیسی: Adel, Oregon) در ایالات متحده آمریکا است که در اورگن واقع شده‌است.

## خصوصیات
ادل ۱٬۳۸۵٫۹۴ متر بالاتر از سطح دریا واقع شده‌است.